# Stensjön (Los socken, Hälsingland, 683789-145523)
Stensjön är en sjö i Ljusdals kommun i Hälsingland och ingår i Ljusnans huvudavrinningsområde. Sjön är 23,2 meter djup, har en yta på 0,214 kvadratkilometer och befinner sig 347,3 meter över havet.

## Delavrinningsområde
Stensjön ingår i det delavrinningsområde (683785-145461) som SMHI kallar för Utloppet av Kroksjön. Medelhöjden är 375 meter över havet och ytan är 7,5 kvadratkilometer. Räknas de 8 avrinningsområdena uppströms in blir den ackumulerade arean 69,32 kvadratkilometer. Håvaån (Kroksjöån) som avvattnar avrinningsområdet har biflödesordning 3, vilket innebär att vattnet flödar genom totalt 3 vattendrag innan det når havet efter 185 kilometer. Avrinningsområdet består mestadels av skog (71 procent). Avrinningsområdet har 1,01 kvadratkilometer vattenytor vilket ger det en sjöprocent på 13,4 procent. Bebyggelsen i området täcker en yta av 0,44 kvadratkilometer eller 6 procent av avrinningsområdet.